# El nen i el toro
El nen i el toro (títol original en anglès, The Brave One) és una pel·lícula dramàtica estatunidenca de 1956 dirigida per Irving Rapper i protagonitzada per Michel Ray, Rodolfo Hoyos Jr. i Elsa Cárdenas. Explica la història d'un nen mexicà que intenta salvar el seu estimat toro Gitano d'un duel mortal contra un matador campió. S'ha doblat i subtitulat al català.
Va ser l'última pel·lícula que va guanyar l'Oscar a la millor història abans que el premi fos interromput, i va ser nominada a altres dos premis Oscar: millor muntatge i millor so, però no va ser un èxit de taquilla ni de crítica.